# 4095 Ishizuchisan
4095 Ishizuchisan este un asteroid din centura principală, descoperit pe 16 septembrie 1987 de Tsutomu Seki.